# Clemente Micara
Clemente Micara (né le 24 décembre 1879 à Frascati, dans la province de Rome, dans le Latium et mort à Rome le 11 mars 1965) est un cardinal italien de l'Église catholique romaine qui a exercé les fonctions de vicaire général de Rome de 1951 jusqu'à sa mort et a été élevé au cardinalat en 1946.

## Biographie
Clemente Micara fit ses études au Grand Séminaire pontifical romain, à l'Université pontificale grégorienne, à l'Université pontificale du Latran et à l'Académie pontificale ecclésiastique. Il fut ordonné prêtre le 20 septembre 1902 et termina ses études en 1904. Après être entré en 1904 dans la Curie romaine, à la Secrétairerie d'État, il fut nommé secrétaire de la nonciature en Argentine en 1909. Il fut élevé au statut de chambellan secret de Sa Sainteté le 5 janvier 1910 puis de prélat domestique de Sa Sainteté le 21 août 1918. Il fut fait auditeur de la nonciature belge le 16 avril 1915 et de la nonciature autrichienne en 1916.
Le 7 mai 1920, il fut le premier nonce à être nommé en Tchécoslovaquie (en) et devint archevêque titulaire d'Apamée-en-Syrie (de). Il reçut la consécration épiscopale le 8 août suivant, des mains du cardinal Gasparri, assisté des évêques Antonio Valbonesi et Karel Kašpar servant comme coconsécrateurs, dans la chapelle du Collège de Bohême à Rome. Après avoir été nommé nonce en Belgique (en) et internonce au Luxembourg (en) le 30 mai 1923, il remit la rose d'or à la reine Élisabeth de Belgique en tant que représentant du pape le 10 décembre 1925. De 1940 à 1944, pendant l'occupation de la Belgique par les Allemands, il resta à Rome et ne reprit son poste qu'en 1944.
Pie XII le créa cardinal-prêtre au titre cardinalice de Santa Maria sopra Minerva rattaché à l'église de la Minerve au consistoire du 18 février 1946, puis cardinal-évêque de Velletri-Segni le 13 juin de la même année, en lui conservant son titre cardinalice précédent. Le 11 novembre 1950, il fut fait préfet de la Sacrée Congrégation des religieux et pro-préfet de la Congrégation des rites dans la Curie romaine. À ce titre, il prit une part importante aux travaux préparatoires de la réforme liturgique de 1955 et notamment de l'oraison Oremus et pro perfidis Judaeis.
Il fut nommé vice-doyen du Sacré Collège le 13 janvier 1951 et vicaire général de Rome le 26 janvier suivant. En qualité de vicaire général, il jouait de facto le rôle d'évêque de Rome, car ce titre appartient officiellement au pape, qui délègue à son vicaire la gestion des affaires courantes du diocèse. En 1953, il présenta sa démission comme préfet des Religieux (17 janvier) et comme pro-préfet des Rites (26 janvier). À l'occasion des élections générales de 1953 en Italie, il exhorta les catholiques de Rome à « bien voter, à voter comme des catholiques, à voter comme des Romains ».
Profitant de la vacance du siège apostolique à la mort de Pie XII en 1958, il rétablit aussitôt dans sa charge son ami Marcial Maciel, fondateur des Légionnaires du Christ, qui avait été suspendu de ses fonctions en 1956 par le cardinal Valerio Valeri, préfet de la Congrégation pour les affaires religieuses.
Il participa comme cardinal au conclave de 1958 qui élut Jean XXIII et à celui de 1963 qui élut Paul VI. On l'appelait le « Grand Électeur » dans la Curie en raison de son influence parmi les cardinaux conservateurs, qui lui permit au dernier conclave d'obtenir leurs voix en faveur de son ami Paul VI. Considéré comme progressiste, le cardinal Micara vécut assez longtemps pour assister au Concile Vatican II, mais seulement à ses trois premières sessions de 1962 à 1964.
Il mourut à Rome après une longue maladie, à l'âge de 85 ans, et fut enterré dans la basilique Santa Maria sopra Minerva.
De 1951 jusqu'à sa mort il fut également président de la Commission pontificale pour l'archéologie sacrée.

## Succession apostolique
La succession apostolique est:
- Archevêque Karol Kmeťko (de) (1921)
- Évêque Ján Vojtaššák (de) (1921)
- Évêque Marián Blaha (de) (1921)
- Archevêque Anton Cyril Stojan (de) (1921)
- Évêque Antonín Čech (cs) (1923)
- Cardinal Jozef-Ernest Van Roey (1926)
- Archevêque Luigi Arrigoni (it) (1946)
- Archevêque Francisco Aldegunde Dorrego (de), O.F.M. (1947)
- Cardinal Antonio Samorè (1950)
- Archevêque Armando Lombardi (it) (1950)
- Archevêque Gennaro Verolino (1951)
- Archevêque Ettore Cunial (1953)
- Évêque Primo Gasbarri (it) (1953)
- Archevêque Salvatore Siino (en) (1953)
- Cardinal Ermenegildo Florit (1954)
- Archevêque Luigi Punzolo (it) (1955)
- Évêque Cesario D'Amato (it), O.S.B. (1955)